# Dolores Sampol
Dolores Sampol (Palma, 1954 - 2020) fou una pintora mallorquina.
Després d'estudiar a la facultat de Belles Arts de Sant Jordi de Barcelona entre el 1971 i el 1975, es dedicà a la conservació i restauració de pintura durant deu anys. La seva obra ha estat exposada tant individual com col·lectivament a Palma, Madrid, Barcelona, Girona, Bilbao, Pamplona, Sevilla, València, Camagüey (Cuba), Washington D.C. (EUA), Berlín, Moscou i Atenes. Participà també en nombroses fires internacionals com Art Chicago (1992 i 1998); ARCO, Madrid (1998, 1999 i 2002); Estampa, Madrid (1995, 2002 i 2003); Artíssima, Turín (1999); Art Miami (2000); Art Karlsruhe, Alemania, (2007); Art Beijing, Stand España, Pekín (2015) i Drawing Room, Madrid (2018).
La seva darrera exposició individual, "Aigua", tengué lloc el 2017 a Inca, al centre cultural Sa Quartera. En ella, presentava un total de vint-i-set obres (algunes creades expressament per a aquesta exposició) amb l'aigua com a leitmotiv.
Morí el 28 de juny de 2020, als 66 anys.